# Species Muscorum Frondosorum, Supplementum Secundum
Species Muscorum Frondosorum, Supplementum Secundum (abreviado Sp. Musc. Frond., Suppl. 2) es un libro con ilustraciones y descripciones botánicas que fue escrito por Christian Friedrich Schwägrichen y publicado en dos volúmenes en los años 1823-1827 en Leipzig (Alemania).